# William Travis
Wlliam Travis, plný jménem Wiliam Barret Travis, byl americký právník a voják 19. století. Ve věku 26 let byl plukovníkem texaské armády v období Texaské revoluce. Zemřel v bitvě o Alamo v roce 1836.

## Životopis
Travis byl angloamerického původu a narodil se v Saluda County v Jižní Karolíně. Ve věku 9 let se rodiče přestěhovali do Alabamy, kde získal vzdělání. Později si otevřel právnickou praxi, začal publikovat místní noviny a vstoupil do alabamské domobrany.
V roce 1831 koupil v Texasu půdu a začal právnickou praxi v Anahuacu, později byl členem strany, která odmítala mexickou nadvládu nad Texasem.

## Válka za nezávislost Texasu
Texaská revoluce začala v říjnu 1835. V listopadu Travis sehrál menší úlohu ve vítězství u Bexar. 19. prosince byl povýšen na plukovníka jezdectva. Texaský guvernér Henry Smith nařídil Travisovi získat další rekruty z řad texaských dobrovolníků, ale Travis váhal se splněním rozkazu, který ale nakonec splnil i když získal menší počet mužů, než původně plánoval. 23. února mexická armáda pod vedením Santa Anny začala útok na pevnost Alamo. Po 13 dnech bojů byla pevnost dobyta, padli velitelé William Travis, Davy Crockett a Jim Bowie spolu se všemi obránci pevnosti.